# Bamali (Ndop)
Pour les articles homonymes, voir Bamali.
Bamali est une localité du Cameroun située dans l’arrondissement (commune) de Ndop (Ndop Council), dans le département de Ngo-Ketunjia et dans la Région du Nord-Ouest. C'est aussi le siège d'une chefferie traditionnelle de 2e degré.

## Localisation
Le village de Bamali est situé à environ 33 km de Bamenda, le chef-lieu de la Région du Nord-Ouest et à environ 261 km de distance de Yaoundé, la capitale du Cameroun.

## Histoire
Les habitants de Bamali sont les descendants d'un groupe de 7 personnes ayant migré d'un endroit appelé Ndoupah situé dans la région de l'Ouest.  

## Population
Lors du recensement national de 2005, Bamali comptait 7 690 habitants.  
En 2012, le village comptait 11 101 habitants dont 5 124 hommes et 5 977 femmes. Au 24 septembre 2023, il compte 23101 habitants.[réf. nécessaire]

## Éducation
Bamali a quatre écoles publiques et quatre écoles privées.

## Politique et société
En décembre 2009, le chef du village Idriss Nopu Ndouafoua II a été destitué après avoir été reconnu coupable de corruption et de violation de la culture et des traditions Bamali, mais il reste le chef légal aux yeux de l'administration, car le nouveau chef n'a pas été reconnu par l'État camerounais.
Le 30 décembre 2014, il y a eu des affrontements armés entre les villageois et les militaires.